# Германовичи
Герма́новичи (бел. Германавічы) — агрогородок (до 2006 — деревня) в Шарковщинском районе Витебской области Беларуси. Административный центр Германовичского сельсовета.

## География
Расположен на реке Дисна, в 18 км на северо-восток от Шарковщины.

## История
Первые письменные упоминания о Германовичах (Ермановичи) как селе Полоцкого воеводства относится к 1563 году. Согласно административно-территориальной реформе 1565—1566 годов поселение вошло в состав Браславского повета Виленского воеводства.
В 1739 году Иосиф Сапега продал Германовичи Яну фон Экель Гилзену. С этого времени Германовичи — центр поместья, которое включало деревни Атоки, Белый Двор, Мариамполь, Перемены, Пузаны, Речки, Юзефов. В 1782 году селение перешло во владение рода Ширинов.
В 1793 году Германовичи вошли в состав Российской империи, в Дисненском уезде. В 1861 году Германовичи — центр волости. В конце XIX века в Германовичах работали винокуренный завод, мельница, магазин, трактир.
В 1921 году Германовичи были включены в состав Польши, где являлись центром гмины Дисненского повяту Виленского воеводства.
В 1939 году Германовичи вошли в состав Белорусской ССР, где 12 октября 1940 года стали центром сельсовета Шарковщинского района. В 1970 году здесь было 209 дворов, в 1992 году — 290.

## Население

### Численность
- 2009 год — 564 жителей

### Динамика
- 1900 год — около 300 жителей
- 2006 год — 645 жителей
- 2009 год — 564 жителей

## Инфраструктура
Действуют школа искусств, дошкольное учреждение, больница, библиотека, Дом культуры, почта.

## Культура
- Учреждение культуры «Художественно-этнографический музей имени Я. Н. Дроздовича»[3]. Расположен в бывшей усадьбе Ширинов. В д. Городец расположен филиал музея.
- Филиал районного Центра ремёсел
- Школьный историко-краеведческий музей

## Достопримечательности
- Католическая церковь Преображения Господня (1787)
- Дворцово-парковый комплекс Ширинов (XVIII век). Памятник усадебно-парковой архитектуры в стиле классицизм.
- Свято-Успенская церковь. Памятник деревянного народного зодчества (начало XX века)

### Памятник, скульптура
- Памятник землякам (1964)

### Утраченное наследие
- Часовня Святых апостолов Петра и Павла (1826)

## Галерея
- Дворцово-парковый комплекс Ширинов. 2007 год
- Дворцово-парковый комплекс Ширинов
- Дворцово-парковый комплекс Ширинов
- Художественно-этнографический музей имени Я. Н. Дроздовича»
- В музее
- Католическая церковь Преображения Господня (1787)
- Католическая церковь Преображения Господня
- Свято-Успенская церковь